# الثوجر (فرع العدين)

تعديل مصدري - تعديل

الثوجر هي إحدى قرى عزلة الوزيرة بمديرية فرع العدين التابعة لمحافظة إب، بلغ تعداد سكانها 899 نسمة حسب تعداد اليمن لعام 2004.